# 馬戈林目標手槍
馬戈林小口徑目標手槍（俄語：Пистолет Марголина Целевой Малокалиберный，簡稱：МЦМ）是由蘇聯槍械設計師米哈伊爾·馬戈林於1948年研製的.22口徑半自動目標手槍。

## 設計
馬戈林手槍（MCM）是一款精度相當高、可靠和符合經濟效益的手槍，該槍設計簡單和實用性高，但其瞄具經常會被認為是缺陷的設計。或許這是基於其設計師米哈伊爾·馬戈林是一名盲人，因此難怪在設計時會遇到這一方面的困難。

## 衍生型
研製馬戈林目標手槍的目的是為了提供給25米標準手槍比賽項目的選手使用。該槍自1950年起被正式採用，並符合所有國際賽事的標準。
該槍具一種稱為「Margo」的衍生型，特點是比原槍體積更小，因此較方便隱蔽攜帶，另外槍管更短和簡化了瞄具，適合用於非正式目標射擊及防身用途。

### 中華人民共和國衍生型
隨此之外，中華人民共和國曾仿製過MCM手槍，其數量非常稀有，現在具有相當的收藏價值。
1959年，中国六二六兵工厂就根据Baikal MCM的产品图开始了小批量试制，并完成生产定型及命名为『东风三』普及型运动手枪。『东风三』被用于射击运动员、军体校学员的基础射击练习及开展大众性的射击活动。
『东风三』目前已形成PS01、PS02、PS03三个品种，其中PS01为马戈林MMC原型；PS02在PS01的基础上取消了照门的调整机构并简化为更简单、更适于民用的击发发射机构；PS03在PS02的基础上改进了复进机构并增加了手动保险，可兼作小口径自卫手枪。

## 使用國
- 中华人民共和国
- 俄羅斯
- 乌克兰

### 前使用國
- 苏联

## 外部連結
- "MCM Standard Small-bore Pistol", manufacturer's overview of  MCM (aka "Margolin"), with downloadable specs
- Guns Magazine, September 1958 'The Man To Beat In Moscow' （页面存档备份，存于）

## 另見
- 儒格MK II
- 儒格MK III
- 柯爾特護林者